# Hladilo
Hladilo je uređaj koji služi hlađenju i kondenzaciji plinova.

## Vrste hladila u kemijskom laboratoriju
- Zračno hladilo je staklena cijev duljine 1 m koja može biti opskrbljena grlom od brušenog stakla. Koristi se prilikom destilacije tekućina koje imaju visoko vrelište, te kao povratno hladilo prilikom refluksiranja.
- Vigreuxovo hladilo slično je zračnom hladilu, s tim da mu je unutrašnjost prekrivena nepravilnostima i izbočinama, čime mu se povećava površina, a tako i učinkovitost hlađenja. Izumio ga je francuski laboratorijski staklopuhač Henri Narcisse Vigreux.
- Liebigovo hladilo je tipično i najpoznatije laboratorijsko hladilo koje se sastoji od dvije cijevi jedne u drugoj. Kroz unutarnju cijev struji para koju se hladi, a kroz vanjsku medij za hlađenje, najčešće hladna voda. Popularizirao ga je njemački kemičar Justus Baron von Liebig.
- Dimrothovo hladilo ima unutarnju spiralnu cijev kroz koju struji medij za hlađenje, a kroz vanjsku para koju treba kondenzirati. Spiralna cijev ima ulaz i izlaz na početku hladila. Izumio ga je njemački kemičar Otto Dimroth.
- Grahamovo hladilo ima spiralnu unutarnju cijev kroz koju struji para koju se hladi, te vanjsku kroz koju struji medij za hlađenje. Izumio ga je škotski kemičar Thomas Graham.
- Allihnovo hladilo ima kuglastu unutarnju cijev kroz koju struji para koja se hladi. Izumio ga je kemičar Felix Richard Allihn.
- Friedrichsovo hladilo ima spiralno nazubljenu unutarnju cijev. Izumio ga je njemački kemičar Fritz Walter Paul Friedrichs 1912. godine.
- Cribbovo hladilo sadržava dvostruku, usku stijenku koja omogućava hlađenje tankim vodenim filmom. Izumio ga je britanski kemičar Cecil Howard Cribb.
- Dewarovo hladilo slično je Cribbovom, s razlikom u tome što se češće primjenjuje pri hlađenju kriogenih tekućina kao što je tekući dušik. Izumio ga je britanski fizičar i kemičar James Dewar.
- Westovo hladilo je vrlo slično Leibigovom, s razlikom što je vanjski plašt puno uži, čime se ubrzava protok medija za hlađenje.
- Hopkinsovo hladilo sastoji se od cijevi za protok medija za hlađenje u obliku epruvete, koja je utaknuta u vanjsku cijev kroz koju struji para koja se tako hladi.
- Femelovo hladilo sadrži balon dvostrukih stijenki. Unutar balona kondenzira se para, a kroz šuplju stijenku struji medij za hlađenje.

- Westovo, Liebigovo i Allihnovo hladilo
- Dvije izvedbe Grahamovog hladila
- Dewarovo hladilo